# Pantielejmon Ponomarienko
Pantelejmon Kondratowicz Ponomarienko (ros. Пантелеймон Кондратьевич Пономаренко, ur. 27 lipca?/9 sierpnia 1902 w obwodzie kubańskim, zm. 18 stycznia 1984 w Moskwie) – generał porucznik, polityk radziecki i ambasador ZSRR w Polsce.

## Życiorys
W 1918 wstąpił do Armii Czerwonej. Uczestnik rosyjskiej wojny domowej. Od 1925 członek Wszechzwiązkowej Komunistycznej Partii (bolszewików).
W latach 1938–1947 pierwszy sekretarz KC Komunistycznej Partii Białorusi. W okresie 1941–1944 kierował z Moskwy ruchem partyzanckim na Białorusi. Na Plenum KC 27–28 lutego 1943 mówiąc o celach partyzantki radzieckiej na Białorusi Ponomarienko stwierdził „walka z wrogim polskim podziemiem jest nieunikniona”. Zgodnie z jego rozkazem polscy partyzanci mieli być rozbrajani, a kadra oficerska i stawiający opór żołnierze rozstrzeliwani. W celu wykonania tych poleceń partyzanci białoruscy podjęli ograniczoną współpracę z hitlerowcami. 22 czerwca 1943 za jego sprawą Komitet Centralny KP(b) Białorusi podjął na plenum w Moskwie uchwałę „O przedsięwzięciach w zakresie dalszego rozwijania ruchu partyzanckiego w zachodnich obwodach Białorusi” stwierdzającą, że „zachodnie obwody radzieckiej Białorusi stanowią integralną część Republiki Białoruskiej”, że „nacjonalistyczne oddziały i grupy tworzone przez polskie koła reakcyjne należy izolować od ludności przez tworzenie radzieckich oddziałów i grup, składających się z ludzi pracy narodowości polskiej” oraz że należy „wszystkimi sposobami zwalczać oddziały i grupy nacjonalistyczne”. Rozkaz ten stał się podstawą do mordu popełnionego 26 sierpnia 1943 przez sowiecką Brygadę Partyzancką im. Woroszyłowa dowodzoną przez płk Fiodora Markowa na 80 żołnierzach AK z oddziału Antoniego Burzyńskiego „Kmicica” działającego w rejonie jeziora Narocz. 30 listopada 1943 Ponomarienko wydał rozkaz dotyczący rozbrajania polskich oddziałów partyzanckich i rozstrzeliwania ich członków „w razie oporu”. Wykonując ten rozkaz, następnego dnia dowódca sowieckiej Brygady im. Stalina gen. Grigorij Sidoruk zaprosił na rozmowy do Prudziszcza partyzantów Zgrupowania Stołpecko-Nalibockiego AK na czele z dowódcą Zgrupowania, mjr Wacławem Pełką „Wacławem”, którzy zostali wówczas podstępnie rozbrojeni; część z nich przewieziono samolotem do Moskwy i osadzono w obozach internowania, a część (ok. 50 osób) zamordowano.
W 1943 Ponomarienko był także jednym z głównych koordynatorów działalności komunistów polskich z PPR, z ramienia Kominternu i NKWD. 20 stycznia 1943 w swoim memorandum sprecyzował ich zadania. W myśl instrukcji Ponomarienki, ówczesnym celem kierownictwa ZSRR były nie tylko cele wojskowe – partyzanci sowieccy na polskich kresach północno-wschodnich, a PPR w Generalnym Gubernatorstwie zwalczali ugrupowania antykomunistyczne, denuncjując ich członków do niemieckich organów bezpieczeństwa, dążąc do maksymalnego osłabienia polskiego podziemia niepodległościowego w kraju oraz wyniszczenia społeczeństwa polskiego rękami Niemców (m.in. poprzez wzniecenie wojny partyzanckiej i wywołany tym odwet hitlerowców).
W 1946 roku centralne władze sowieckie zarządziły kontrolę działalności gospodarczej i finansowej KC KP(b)B. Kontrola wykazała szereg nadużyć i niegospodarności w zarządzaniu partyjną kasą. Komisja Kontroli Partyjnej WKP(b) odkryła (dzięki donosowi) m.in., że Ponomarienko buduje dla siebie willę z pieniędzy partyjnych. Zarzuciła mu także szereg innych nadużyć, m.in. tworzenie kultu własnej osoby:

Ponomarienko stworzył wokół siebie otoczenie pochlebców, nie znosząc krytyki pod swoim adresem. W gazetach i czasopismach często zamieszcza się jego portrety, pod jego adres kierowane są różne listy powitalne, wybiera się go do różnych honorowych prezydiów.

Wobec zarzutów Ponomarienko wyraził samokrytykę. Wkrótce jednak on i jego ekipa zostali odwołani. Na stanowisku I sekretarza KC KPB(b) zastąpiony został przez Rosjanina Nikołaja Gusarowa.
Od 27 października 1950 do 12 grudnia 1952 minister zapasów ZSRR. W okresie 16 października 1952 – 6 marca 1953 członek Biura Politycznego KPZR. Zapewne po śmierci Józefa Stalina popadł w chwilową niełaskę. W końcu otrzymał stanowisko I sekretarza Komunistycznej Partii Kazachstanu. Funkcję tę sprawował w okresie marzec 1954 – 7 maja 1955. Bezpośrednio potem został ambasadorem w Polsce, przypadło mu w udziale wręczenie polskim władzom kluczy do daru społeczeństwa radzieckiego – Pałacu Kultury i Nauki w Warszawie. Następnie w latach 1957–1959 był ambasadorem ZSRR w Indiach i Nepalu, a w latach 1959–1962 ambasadorem w Holandii. W okresie 1962–1964 pełnił funkcję stałego przedstawiciela ZSRR w Międzynarodowej Agencji Energii Atomowej. Od 1965 przebywał na emeryturze.
Pracował również jako wykładowca. Założył Narodową Orkiestrę Jazzową w Mińsku.